# Siergiej Sznurow
Siergiej Władimirowicz Sznurow (ros. Сергей Владимирович Шнуров, ur. 13 kwietnia 1973 w Leningradzie, ZSRR) – rosyjski muzyk, wokalista, gitarzysta oraz autor tekstów, znany m.in. z grupy muzycznej Leningrad, której był liderem do czasu rozwiązania. 

## Życiorys
W 2008 utworzył nowy zespół o nazwie Rubl. W 2010 roku grupa Leningrad została reaktywowana i rozpoczęła regularne trasy koncertowe. W Polsce zespół występował m.in. na festiwalu Przystanek Woodstock 2013. W swojej karierze wydał również dwie płyty solowe, komponował muzykę do filmów oraz wystąpił w kilku filmach.
Teksty Sznurowa charakteryzuje dosadny, wulgarny język.